# Una Rosa Blu Deluxe Edition
Una Rosa Blu - Deluxe Edition es la reedición del séptimo álbum de la mexicana Gloria Trevi, Una Rosa Blu. Este material fue lanzado desde 30 de septiembre de 2008 en Estados Unidos, y posteriormente lanzado en México por cuenta de Universal Music Group, puesto que la edición estándar la había lanzado Univision Music Group en 2007.
Esta edición consiguió regresar a los primeros lugares de Billboard a Una rosa Blu como en el caso de Top Latin Albums, en el que ingreso nuevamente en la octava posición. En México, consiguió volver a colocarse entre los diez más vendidos a nivel nacional, según la prestiguiosa lista que da la industria discográfica de este país, Amprofon, en la sexta posición. Con esto consiguió colocarse a un solo lugar del conseguido en su debut en octubre de 2007
De esta edición se desprenden el cuarto y el quinto sencillo de Una Rosa Blu, El favor de la soledad y Lo que una chica por amor es capaz.

## Contenido Musical
La versión mejorada de Una Rosa Blu viene en un pack CD/DVD, en la que se encuentran nuevas canciones, remixes inéditos, temas de La Trayectoria y contenido audiovisual como los videoclips de los sencillos sacados para promocionar el compacto y un video especial del remix de Psicofonía.
|    | Título                                                                                           | Autores                                                               | Duración |
| -- | ------------------------------------------------------------------------------------------------ | --------------------------------------------------------------------- | -------- |
| 01 | "Psicofonía"                                                                                     | (Gloria De Los Ángeles Treviño Ruíz)                                  | 3:42     |
| 02 | "Pruébamelo"                                                                                     | (Gloria De Los Ángeles Treviño Ruíz/Armando Ávila de la Fuente)       | 3:15     |
| 03 | "Lo Que Una Chica Por Amor Es Capaz"                                                             | (Gloria De Los Ángeles Treviño Ruíz)                                  | 3:41     |
| 04 | Una Rosa Azul (Una Rosa Blu)                                                                     | (A. Cassella/M. Zarrillo/T. Savio/Gloria De Los Ángeles Treviño Ruíz) | 4:08     |
| 05 | Inmaculada                                                                                       | (Gustavo Velásquez)                                                   | 3:11     |
| 06 | Doña Pudor                                                                                       | (Gloria De Los Ángeles Treviño Ruíz)                                  | 3:07     |
| 07 | La Vida Se Va                                                                                    | (Sergio George/Fernando Osorio)                                       | 3:24     |
| 08 | "El Favor De La Soledad"                                                                         | (Gloria De Los Ángeles Treviño Ruíz)                                  | 3:52     |
| 09 | La Calle De La Amargura                                                                          | (Gustavo Velásquez)                                                   | 3:38     |
| 10 | "Cinco minutos"                                                                                  | (Erika Ender/Amerika Jiménez)                                         | 3:25     |
| 11 | Lo Que Te Toca (Con La Participación De Olga Tañón)                                              | (Jorge Luis Piloto)                                                   | 3:53     |
| 12 | "Psicofonía (Remix)"                                                                             | (Gloria De Los Ángeles Treviño Ruíz)                                  | 5:38     |
| 13 | Doña Pudor (Remix Electrónico)                                                                   | (Gloria De Los Ángeles Treviño Ruíz)                                  | 3:50     |
| 14 | Todos Me Miran                                                                                   | (Gloria De Los Ángeles Treviño Ruíz)                                  | 3:28     |
| 15 | "Cinco Minutos" (Manny López Minutelicious Radio Remix)                                          | (Erika Ender/Amerika Jiménez)                                         | 4:06     |
| 16 | "Cinco Minutos" (Versión Pasito Duranguense) (Con La Participación De Los Horóscopos De Durango) | (Erika Ender/Amerika Jiménez)                                         | 3:25     |
| 17 | Valeria                                                                                          | (Gloria De Los Ángeles Treviño Ruíz)                                  | 3:08     |
| 18 | Ingrato                                                                                          | (Gloria De Los Ángeles Treviño Ruíz)                                  | 3:02     |
| 19 | Sufran Con Lo Que Yo Gozo                                                                        | (Gloria De Los Ángeles Treviño Ruíz)                                  | 3:18     |
| 20 | El Secreto                                                                                       | (Gloria De Los Ángeles Treviño Ruíz)                                  | 3:22     |

## Contenido Audiovisual
|    | Título                           | Autores               | Duración |
| -- | -------------------------------- | --------------------- | -------- |
| 01 | "Psicofonía"                     | (Gloria Treviño)      | 3:42     |
| 02 | "Cinco Minutos"                  | (Erika Ender/Amerika) | 3:15     |
| 03 | Psicofonía(Extended Video Remix) | (Gloria Treviño)      | 3:41     |
| 04 | Sufran con lo que yo gozo        | (Gloria Treviño)      | 4:08     |